# Deklaracija za mir 1991

## Povzetek
Deklaracija za mir 1991, predstavljena 7. februarja 1991, je bila mišljena kot predlog ustavne spremembe, s katero naj bi preprečili »nadaljnje oboroževanje v Sloveniji in Jugoslaviji«. Poleg ostalih vidnih politikov so deklaracijo podpisali takratni predsednik Predsedstva Republike Slovenije Milan Kučan in vsi člani predsedstva, razen Ivana Omana. Deklaracija za mir je pri delu političnih odločevalcev in javnosti izzvala burne odzive. Vladajoča koalicija DEMOS je to početje odločno obsodila. Demosov veljak Jože Pučnik je podporo deklaracije s strani skoraj celotnega Predsedstva RS označil za veleizdajo. Marko Hren, ki je bil v času demokratizacije in osamosvajanja Slovenije en izmed vodilnih mirovnikov in zagovornikov demilitarizirane Slovenije, meni, da je bilo zgražanje nad mirovno pobudo neupravičeno: “Deklaracija je bila v javnosti diskreditirana kot akt kapitulantstva ali nasprotovanja osamosvojitvi, posebej ob dejstvu, da so jo med drugimi podpisali štirje člani tedanjega predsedstva RS. A Deklaracijo za mir bi morali kritiki prebrati v celoti. Podpisniki Deklaracije za mir se uvodoma ‘zavzemajo za Slovenijo kot suvereno, miroljubno državo, ki aktivno prispeva k svetovnemu miru, za Slovenijo brez vojske in vojaške industrije’, v sklepnem delu pa pozivajo: ‘V Sloveniji naj bodo osamosvajanje, demilitarizacija in mirovna varnostna politika trije vzporedni procesi.’”

## Vsebina

### Kronologija
V osemdesetih letih se je na Slovenskem razvilo močno mirovniško gibanje. Izraz tega so številne takratne mirovniške pobude, ki so jih dajali in podpisovali državniki, politiki in državljani. Deklaracija za mir je bila ena od njih. Hren: “Mirovno gibanje je pobudo za demilitarizacijo prvič predstavilo 3. novembra 1989 na kongresu ZSMS v Portorožu pod naslovom ‘Slovenija – demilitarizirana dežela’. Takoj nato, 15. novembra, pa je pobudo formalno posredovalo vsem tedaj nastajajočim političnim združenjem in mednarodni javnosti. 28. marca 1990 je bila skupna javna predstavitev pobude vseh sodelujočih političnih združenj pod naslovom ‘Slovenija odpravi vojaški aparat’ (SOVA); nadstrankarsko pobudo so podpisali: Tomaž Mastnak za Gibanje za kulturo miru in nenasilja, Marko Hren, Vlasta Jalušič, Zoja Skušek za Neodvisno listo NDG, Janez Janša za Slovensko demokratsko zvezo, Peter Jamnikar za Zelene Slovenije ter Jožef Školč, Jaša Zlobec in Janez Sodržnik za Liberalno demokratsko stranko.”
Oktobra 1990 je pobudo mirovnikov  za demilitarizirano Slovenijo podprla komisija za mirovno politiko pri slovenski skupščini. Pobuda je slovenskemu vodstvu predlagala, naj izdela mirovno opcijo in jo ponudi v obravnavo drugim jugoslovanskim republikam ter balkanskim državam. Pobudo je načelno podprlo tudi slovensko predsedstvo. 
Februarja 1991 je skupina predstavnikov opozicijskih strank in neodvisnih gibanj pripravila Deklaracijo za mir. Jedrnim točkam deklaracije je bilo dodano besedilo, ki je dodatno utemeljevalo in razlagalo mirovniške zahteve. Te so vsebovale izdelavo mirovne opcije reševanja jugoslovanske krize, ustavitev nadaljnjega oboroževanja Slovenije in Jugoslavije, zamrznitev napotitve nabornikov, pogajanja s federacijo o umiku JLA in demilitarizirano Slovenijo. V deklaraciji je bilo tudi zapisano, da je vlaganje v vojaški kompleks za Slovenijo ekonomsko nevzdržno, da predstavlja grožnjo demokratični ureditvi in slepo ulico, ki implicira politiko nasilnega reševanja političnih sporov.
Kasnejši potek dogodkov je pokazal, da so mirovniki imeli prav. Prelivanje krvi v Sloveniji poleti 1991, ki ga je začela slovenska stran v t. i. carinski vojni, se je po desetih dneh končalo s podpisom Brionske deklaracije, s katero je Republika Slovenija tudi po mnenju nekaterih poslancev vladajoče koalicije Demos 7. 7. 1991 "kapitulirala", saj je pristala na skoraj vse zahteve Zveznega izvršnega sveta (ZIS) SFRJ. Z nenadejano pomočjo takratnega vodstva Republike Srbije in njegovih političnih zaveznikov v Predsedstvu SFRJ (PSFRJ) je slovenska stran na koncu izigrala ZIS in zaveze iz deklaracije ter z glasovanjem 18. 7. 1991 v PSFRJ, ki je vršilo tudi funkcijo vrhovnega poveljstva oboroženih sil SFRJ, dosegla umik JLA z ozemlja Republike Slovenije. Srbsko nacionalistično vodstvo, ki je nasprotovalo "carinski" intervenciji v režiji ZIS v Sloveniji, je z umikom realiziralo cilj izgona Slovenije iz Jugoslavije, o katerem je razmišljalo že junija 1990. Šele umik JLA, ki so ga slovenski mirovniki predlagali že v osemdesetih, je omogočil osamosvojitev Republike Slovenije.

### Pomembni dosežki mirovništva na Slovenskem in stanje danes
Umik JLA iz Slovenije ni edin realiziran cilj slovenskega mirovniškega gibanja. Možnost civilnega služenja vojaškega roka v Republiki Sloveniji je bila uvedena že leta 1992. To se je zgodilo z ustanovitvijo sistema nadomestne civilne službe, ki je omogočal moškim, ki niso želeli ali mogli opravljati vojaške službe iz verskih, moralnih ali drugih razlogov, da namesto tega opravljajo civilno služenje. Sprva je bilo civilno služenje vojaškega roka obvezno in je trajalo 12 mesecev, nato pa je bilo v prihodnosti razširjeno na različna področja, kot so pomoč v zdravstvu, socialnem varstvu, humanitarnih organizacijah in drugih družbenih potrebščinah. Civilna služba je bila postopoma ukinjena leta 2004, ko je Slovenija prešla na profesionalno vojsko, saj je bila obveznost služenja vojaškega roka odpravljena z uvedbo poklicne vojske.
Po osamosvojitvi je Slovenija sprejela mirnodobsko usmerjenost gospodarstva, ki se je odražala v zmanjšanju vojaških izdatkov in povečanju vlaganj v druge gospodarske sektorje, kot so informacijska tehnologija, kmetijstvo, turizem in storitvene dejavnosti. Slovenija se je odločila za demilitarizacijo, kar pomeni, da je zmanjšala obseg in pomen vojaške industrije v primerjavi z drugimi industrijami. Čeprav Slovenija ni popolnoma prenehala s proizvodnjo orožja in vojaške opreme, je jasno, da je vojaški sektor bistveno manj pomemben kot v času Jugoslavije. Država je postavila večji poudarek na mirnodobnem gospodarstvu, članstvu v mednarodnih organizacijah, kot so Evropska unija in NATO, ter se osredotočila na stabilnost in varnost na temelju diplomacije in sodelovanja z drugimi državami.

## Podpisniki
Deklaracijo so javnosti predstavili politiki:
- Dušan Plut,
- Vika Potočnik,
- Jožef Školč,
- Marko Hren in
- Mauricio Olenik.

Poleg njih so jo že v prvih dveh dneh podpisali:
- Vsi člani predsedstva Republike Slovenije, razen Ivana Omana:
  - predsednik Milan Kučan,
  - Matjaž Kmecl,
  - Ciril Zlobec,
  - Dušan Plut,
- Janez Drnovšek,
- Miran Potrč,
- Ciril Ribičič,
- Mile Šetinc,
- Rastko Močnik,
- Janez Stanovnik,
- Jaša Zlobec,
- Lojze Ude,
- Roberto Batteli,
- Jože Mencinger,
- Tone Partljič,
- Slavoj Žižek,
- Igor Umek,
- Božo Kovač,
- Peter Tancig
- in drugi.

## Komentarji politikov
- »Takratna "deklaracija za mir", ki sem jo sam označil za zahtevo po hitri enostranski razorožitvi, je bila tipičen primer taktiziranja in iskanja manevrskega prostora za primer različnih možnih potekov dogodkov. Med tem, ko smo mi ohranili TO in jo krepili, so se ji na Hrvaškem odrekli in za to nespametno odločitev in njeno uresničitev plačali ogromno in nenadomestljivo ceno v človeških in gmotnih žrtvah ter zamujenih in izgubljenih razvojnih priložnostih.«
—Jelko Kacin v govoru na spletišču v podporo včlanjevanju Slovenije v NATO (2001-2004).[10]
- »Lansiranja Deklaracije za mir v februarju 1991 nekaj mesecev pred osamosvojitvijo nismo doživeli kot podporo projektu, zlasti ne, ker jo je podpisal med prvimi predsednik države Kučan in razen Omana vsi člani Predsedstva. Mi smo za osamosvojitev nujno potrebovali orožje, podpis vrhovnega poveljnika pod tisto deklaracijo pa smo razumeli kot poziv k razorožitvi. Nihče nam ni rekel, naj bi bilo to storjeno iz taktičnih razlogov.«
—Lojze Peterle v reviji Ampak, številka junij-julij 2006.[11]
- Dr. Jože Pučnik o deklaraciji kot veleizdaji.[12]